# Борщова (Чугуївський район)
Борщова́ — село в Україні, у Печенізькій селищній громаді Чугуївського району Харківської області. Населення становить 232 осіб. До 2020 орган місцевого самоврядування — Борщівська сільська рада.

## Географія
Село Борщова знаходиться між річками Хотімля і Гнилиця (3 км). По селу протікає пересихаючий струмок з загатами. На південно-західній стороні від села бере початок річка Гнилушка. На відстані до 2,5 км розташовані села Ганнівка та Гуслівка.

## Історія
Село засноване в 1672 році.
За даними за 1864 рік у казенному селі Новобєлгородської волості 1 стану Вовчанського повіту Харківської губернії мешкало 433 особи (220 чоловічої та 213 жіночої статі), налічувалось 70  дворових господарств.
За даними за 1885 рік у хуторі мешкало менш ніж 500 осіб.
За переписом 1897 року кількість мешканців зросла до 537 осіб (277 чоловічої статі та 260 — жіночої), з яких всі — православної віри.
За даними за 1915 рік у хуторі мешкало 664 особи (368 чоловічої та 296 жіночої статі).

12 червня 2020 року, відповідно до Розпорядження Кабінету Міністрів України  № 725-р «Про визначення адміністративних центрів та затвердження територій територіальних громад Харківської області», увійшло до складу Печенізької селищної громади.
19 липня 2020 року, в результаті адміністративно-територіальної реформи та ліквідації колишнього Печенізького району, увійшло до складу новоутвореного Чугуївського району Харківської області.